# Scaptomyza recava
Scaptomyza recava är en tvåvingeart som beskrevs av Hardy 1965. Scaptomyza recava ingår i släktet Scaptomyza och familjen daggflugor. Inga underarter finns listade i Catalogue of Life.